# Bundestagswahlkreis Würzburg

La circonscription électorale de Wurtzbourg dans le Land de Bavière

La circonscription électorale de Wurtzbourg (en 2005 : Wahlkreis 252, depuis 2009 : Wahlkreis 251) est depuis 1949 une circonscription électorale pour le Bundestag. Il comprend la ville-arrondissement de Wurtzbourg et l'arrondissement de Wurtzbourg.
La circonscription électorale a toujours été remportée par les candidats directs de la CSU à toutes les élections fédérales.

## Élections de 2017
Aux élections fédérales allemandes de 2017 le 24 septembre 2017, se sont présentés 8 candidats directs et 21 partis.
| Candidat               | Parti                | Premier vote en % | Deuxième vote en % |
| ---------------------- | -------------------- | ----------------- | ------------------ |
| Paul Lehrieder         | CSU                  | 42,2              | 37,2               |
| Eva Maria Linsenbreder | SPD                  | 18,7              | 17,7               |
| Martin Heilig          | GRÜNE                | 14,0              | 13,0               |
| Andrew Ullmann         | FDP                  | 8,0               | 10,3               |
| Thomas Thiel           | AfD                  | 7,7               | 8,7                |
| Simone Barrientos      | Die Linke            | 5,6               | 7,1                |
| -                      | FREIE WÄHLER         | -                 | 1,4                |
| -                      | PIRATEN              | -                 | 0,4                |
| Raimund Binder         | ÖDP                  | 1,7               | 0,7                |
| -                      | BP                   | -                 | 0,2                |
| -                      | NPD                  | -                 | 0,2                |
| -                      | Tierschutzpartei     | -                 | 1,0                |
| -                      | MLPD                 | -                 | 0,0                |
| -                      | Büso                 | -                 | 0,0                |
| -                      | BGE                  | -                 | 0,2                |
| -                      | DiB                  | -                 | 0,2                |
| -                      | DKP                  | -                 | 0,0                |
| -                      | DM                   | -                 | 0,3                |
| Andrea Kübert          | Die PARTEI           | 2,1               | 1,1                |
| -                      | Gesundheitsforschung | -                 | 0,1                |
| -                      | V-Partei³            | -                 | 0,2                |

## Élections de 2013
| Candidat         | Parti        | Premier vote en % | Deuxième vote en % |
| ---------------- | ------------ | ----------------- | ------------------ |
| Paul Lehrieder   | CSU          | 48,9              | 44,9               |
| Homaira Mansury  | SPD          | 25,5              | 22,5               |
| Joachim Spatz    | FDP          | 3,2               | 5,1                |
| Martin Heilig    | GRÜNE        | 10,0              | 11,7               |
| Doris Dörnhöfer  | Die Linke    | 3,3               | 4,0                |
| Michael Hartrich | PIRATEN      | 2,5               | 2,4                |
| Ralf Mynter      | NPD          | 0,9               | 0,6                |
| Raimund Binder   | ÖDP          | 1,2               | 0,8                |
| Torsten Heinrich | AfD          | 2,9               | 3,9                |
| Helmut Suntheim  | Freie Wähler | 1,7               | 1,8                |
|                  | Autres       | –                 |                    |

## Élections de 2009
| Candidat         | Parti                 | Premier vote en % | Deuxième vote en % | Élections de 2005 Deuxième vote en % |
| ---------------- | --------------------- | ----------------- | ------------------ | ------------------------------------ |
| Paul Lehrieder   | CSU                   | 44,0              | 38,8               | 47,2                                 |
| Marion Reuther   | SPD                   | 23,3              | 18,7               | 27,9                                 |
| Patrick Friedl   | Bündnis 90/Die Grünen | 13,0              | 14,4               | 11,2                                 |
| Joachim Spatz    | FDP                   | 10,2              | 13,8               | 9,6                                  |
| -                | REP                   | -                 | 1,5                | 2,4                                  |
| Holger Grünwedel | Die Linke             | 5,6               | 6,3                | 3,9                                  |
| Ralf Mynter      | NPD                   | 1,4               | 0,8                | 0,5                                  |
| -                | PBC                   | -                 | 0,1                | 0,3                                  |
| -                | BP                    | -                 | 0,3                | 0,2                                  |
| Markus Heurung   | PIRATEN               | 2,2               | 2,5                | -                                    |
| -                | ödp                   | -                 | 0,8                | -                                    |
| -                | BüSo                  | -                 | 0,0                | 0,1                                  |
| -                | FAMILIE               | -                 | 0,6                | 0,6                                  |
| -                | MLPD                  | -                 | 0,0                | 0,0                                  |
| -                | Die Tierschutzpartei  | -                 | 0,7                | -                                    |
| -                | RRP                   | -                 | 0,5                | -                                    |
| -                | CM                    | -                 | 0,1                | 0,0                                  |

## Vainqueur de la circonscription électorale depuis 1949
| Élection | Non              | Parti |
| -------- | ---------------- | ----- |
| 1949     | Wilhelm Laforet  | CSU   |
| 1953     | Karl Alfred Kihn | CSU   |
| 1957     | Karl Alfred Kihn | CSU   |
| 1961     | Linus Memmel     | CSU   |
| 1965     | Linus Memmel     | CSU   |
| 1969     | Linus Memmel     | CSU   |
| 1972     | Linus Memmel     | CSU   |
| 1976     | Wolfgang Bötsch  | CSU   |
| 1980     | Wolfgang Bötsch  | CSU   |
| 1983     | Wolfgang Bötsch  | CSU   |
| 1987     | Wolfgang Bötsch  | CSU   |
| 1990     | Wolfgang Bötsch  | CSU   |
| 1994     | Wolfgang Bötsch  | CSU   |
| 1998     | Wolfgang Bötsch  | CSU   |
| 2002     | Wolfgang Bötsch  | CSU   |
| 2005     | Paul Lehrieder   | CSU   |
| 2009     | Paul Lehrieder   | CSU   |
| 2013     | Paul Lehrieder   | CSU   |
| 2017     | Paul Lehrieder   | CSU   |
| 2021     | Paul Lehrieder   | CSU   |

## Source de la traduction
- (de) Cet article est partiellement ou en totalité issu de l’article de Wikipédia en allemand intitulé « Bundestagswahlkreis Würzburg » (voir la liste des auteurs).